# Mamadou Samassa (1990)
Mamadou Samassa (Montreuil, 16 de fevereiro de 1990) é um futebolista profissional malinês que atua como goleiro no futebol turco pelo Sivasspor.

## Seleção nacional
Mamadou Samassa representou o elenco da Seleção Malinesa de Futebol no Campeonato Africano das Nações de 2013.

## Títulos
Mali
- Campeonato Africano das Nações: 2013 - 2º Lugar